# سده ۳۶ (پیش از میلاد)

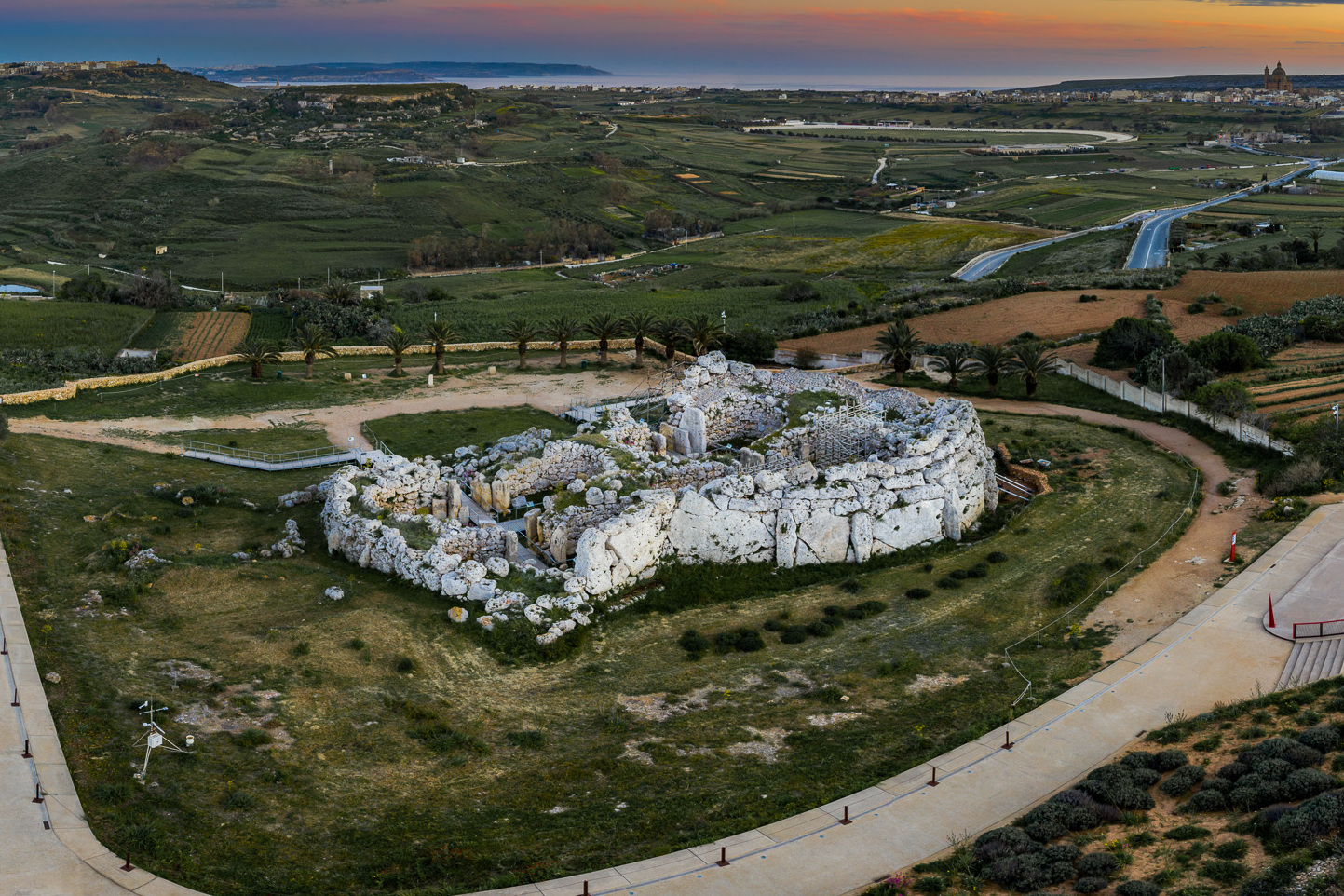
Ggantija Temple on Gozo (cropped)

(سده سی‌وهفتم پ.م. - سده سی‌وششم پیش از میلاد مسیح - سده سی‌وپنجم پ.م. - سده‌های دیگر)
قرن ۳۶ پیش از میلاد، قرنی بود که از سال ۳۶۰۰ پیش از میلاد تا ۳۵۰۱ پیش از میلاد ادامه یافت.

## رخدادها[۱]
- تمدن سومر
- نیایشگاه جگانتیا در مالت
- نیایشگاه خورشیدی پیچیده منایدرا در مالت
- اثرهای هنری در کلمبیا

- ذرت توسط فرهنگ تیهواچان در رودخانه بالساس اهلی می‌شود.

- در مصر، شواهدی از مومیایی کردن در این زمان در گورستانی در نخن (هیرانکوپلیس) یافت شده است.

- شهر مستحکم در امری در ساحل غربی رودخانه سند.

## چهره‌های سرشناس
- انوش پسر شیث (برپایه گاهشماری یهودی)

## یافته‌ها و نواوری‌ها
- آغاز شناخت قلع
- اولین شواهد شناخته شده از پاپ کورن. در کاوش‌های غار خفاش در غرب نیومکزیکو مرکزی در سال‌های ۱۹۴۸ و ۱۹۵۰، گوش‌های پاپ کورن کشف شد که قدمت آنها به حدود ۳۶۰۰ سال قبل از میلاد مسیح برمی‌گردد.[۱]

## فرهنگ ها[۱]
- فرهنگ بادن (موراویا، مجارستان، اسلواکی و اتریش شرقی امروزی)

- فرهنگ قیفی (شمال اروپای مرکزی و جنوب اسکاندیناوی)

- فرهنگ بوئیان، مرحله چهارم یا مرحله اسپانتو (همچنین به عنوان فرهنگ بوئیان-گوملنیتا شناخته می‌شود) (رودخانه دانوب سفلی)

- فرهنگ شاسن (فرانسه امروزی)

- فرهنگ پفین (سوئیس امروزی)

- فرهنگ کوکوتنی-تریپلیان (رومانی، مولداوی و اوکراین امروزی)

- آغاز فرهنگ وارتبرگ (آلمان امروزی)